# Riquilda, condesa de Henao
Riquilda, condesa de Mons y Henao (h. 1018 – 15 de marzo de 1086), fue una condesa que gobernó Henao desde 1050 a 1076, en corregencia con su marido, Balduino VI de Flandes (hasta 1070), y, después, con su hijo Balduino II de Henao. Asimismo, fue condesa de Flandes por su matrimonio con Balduino VI desde 1067 a 1070. Gobernó Flandes en calidad de regente durante la minoría de su hijo, Arnulfo III, en 1070–1071. 

## Biografía
Lo más probable es que Riquilda fuera hija de Reinier de Hasnon (m. h. 1049) y Adelaida de Egisheim. Nació alrededor de 1018. En 1040, se casó con Herman de Mons, que se convirtió en conde de Henao.

### Condesa de Henao
Durante mucho tiempo, los propios derechos de Riquilda y su posición resultaron confusos, ya que aparece como condesa gobernante de Henao durante períodos diferentes en fuentes distintas. En una primera etapa, siguió la marcha de Valenciennes hacia 1049 como única heredera de su padre, Reinier de Hasnon, al que instauraron como margrave de Valenciennes en 1047 para reemplazar a Balduino V de Flandes (que se había rebelado contra el imperio y había perdido sus feudos). Herman de Mons, el primer marido de Riquilda, falleció alrededor de 1050/1051, y la dejó con el cargo de «heredera de Henao»; y, como tal, fue condesa en Valenciennes por derecho propio y en Henao por derecho de su esposo.[cita requerida]
Ser «heredera de Henao» la convertía en una candidata a esposa atractiva, pero ponía al condado en un lugar arriesgado. Balduino V la obligó, con amenazas de invasión, a casarse con su primogénito Balduino.
Como Henao y Valenciennes eran feudos imperiales y a Enrique III no se le había consultado, la unión provocó una guerra entre el emperador y los Balduinos, que terminó en una derrota total de estos últimos en 1054.
No obstante, el marido de Riquilda se erigió en conde gobernante de Henao iure uxoris, y los dos hijos que tuvo con Herman fueron desheredados. Roger, tal vez cojo, entró en el clero secular (posteriormente, obispo de Châlons-sur-Marne), y su hija se hizo monja.
El conde de Flandes heredó Henao y Valenciennes.[cita requerida]
En 1067, Balduino VI sucedió a su padre como conde de Flandes, unificó Henao, Valenciennes y Flandes, y gobernó hasta su muerte (17 de julio de 1070).[cita requerida]

### Regencia de Flandes
Balduino VI legó Flandes a su primogénito, Arnulfo III, y el condado de Henao, al menor, Balduino II, con la condición de que, si alguno de los dos moría antes, el otro también heredaría el condado del hermano. Asimismo, Balduino VI obtuvo garantías de su hermano Roberto, que prestó juramento de pleitesía y prometió proteger a su sobrino. Después de la muerte de Balduino VI, Arnulfo se convirtió en conde de Flandes, pero Riquilda ejerció de regente porque su hijo era menor de edad.
Casi de inmediato, Roberto rompió su juramento y cuestionó el derecho de Arnulfo sobre Flandes. Riquilda logró el respaldo del rey Felipe I de Francia en el conflicto, y también el de William FitzOsbern de Normandía (que se casó con ella), pero es probable que con un contingente muy pequeño. No obstante, las fuerzas afines a ella sufrieron una derrota en la batalla de Cassel, y William murió junto a Arnulfo. Capturaron a Riquilda, y la liberaron posteriormente. Felipe se casó con Berta, la hijastra de Roberto, y reconoció a este último como conde de Flandes, tras lo cual abandonó la causa de Riquilda y su hijo.

### Últimos años de gobierno
Riquilda y Balduino II, el más joven de sus hijos, conservó Henao, e intentaron recuperar Flandes posteriormente, sin éxito, en varias ocasiones. Entregaron Henao como feudo al principado-obispado de Lieja, y formaron una gran coalición de nobles, entre los que se hallaban Godofredo de Bouillón, el conde Alberto I de Namur, el conde Lamberto I de Lovaina y el conde Conon de Montaigu. Sin embargo, el intento acabaría por fracasar.
Riquilda construyó el castillo de Beaumont, además de una capilla dedicada a San Venancio. Ella, junto a su hijo Balduino, fundó el monasterio de Saint-Denis-en-Broqueroie.
Al finalizar su regencia, se retiró a la abadía de Mesen. En 1076, es evidente que su hijo la depuso. 
Riquilda falleció el 15 de marzo de 1086.

## Familia
Riquilda se casó con Herman, conde de Henao, con el que tuvo dos hijos:
- Roger (m. 1093), que, al parecer, era cojo. Se convirtió en obispo de Châlons-sur-Marne.[15]
- una hija, cuyo nombre se desconoce.[15]

El segundo marido de Riquilda fue el conde Balduino VI de Flandes, con el que tuvo dos hijos:
- Arnulfo III, conde de Flandes (h. 1055 – 22 de febrero de 1071).[4]
- Balduino II, conde de Henao (h. 1056 – 1098).[4]

En 1071, Riquilda se casó con su tercer marido, William FitzOsbern, I conde de Hereford (h. 1025 – 1071).